# 신길자
신길자(Gil Ja Shin)는 대한민국의 교수이며 신학자이다. 현재 오이코스 대학교 교수이다. 구속사적 성경의 관점에서 신학적 활동을 하고 있다. 특별히 정신회복 등 산림치유의 전문가로 인정받고 있다. 현재 오이코스 대학교와 연관된 바이블아카데미 원장이다.

## 학력
- Oikos University, D.B.A
- Canada Northwest Baptist Seminary, D,Min
- Baekseok University of Graduate School of Christian, M.Div
- Baekseok Theological Seminary, Th.B.

## 저서
- 영이요 생명이다

## 같이 보기
- 대한민국의 신학자 목록
- 한국의 여성신학자
- 오이코스 대학교